# Lea (jméno)
Lea (varianta je Lia) je ženské křestní jméno. Jméno má hebrejský původ (hebrejsky לֵאָה, Le'ah).  Překlad uvádí, že je to chaldejské jméno znamenající "panička" či "vládce" v akkadštině. Staroanglické leah znamenalo "dřevo", "les", "mýtina". 

## Další varianty
- Léa: francouzsky
- Leah: anglicky, hebrejsky
- Leia (Λεία): řecky
- Lėja: litevsky
- Le'ah: hebrejsky

## Domácí podoby
Leonka, Leona, Leana, Leuška, Liuška, Léa, Leah, Leja, Lelda, Leila, Lea, Lejka

## Statistické údaje
Následující tabulka uvádí četnost jména v ČR a pořadí mezi ženskými jmény ve srovnání dvou roků, pro které jsou dostupné údaje MV ČR – lze z ní tedy vysledovat trend v užívání tohoto jména:
| Rok  | Četnost | Pořadí |
| 2007 | 39.     | 126.   |

Změna procentního zastoupení tohoto jména mezi žijícími ženami v ČR (tj. procentní změna se započítáním celkového úbytku žen v ČR za sledované tři roky) je +4,4%, což svědčí o poměrně značném nárůstu obliby tohoto jména.

## Známé nositelky jména
- Le'ah (biblická postava)
- Lea De Mae – pseudonym Andrey Absolonové
- Lea Goldberg – izraelská spisovatelka, básnířka a překladatelka
- Lea Johanidesová – česká sportovkyně, biatlonistka a duatlonistka
- Lea Joyce McCartney – mladší sestra amerického zpěváka Jesseho McCartneyho
- Lea Salonga – zpěvačka a herečka
- Lea Rabinová – vdova po zavražděném izraelském premiérovi Jicchaku Rabinovi
- Lea Vivot – sochařka
- Leah Andreone – americká zpěvačka
- Leah Cairns – kanadská herečka
- Leah Dizon – americká modelka, zpěvačka a herečka
- Leah Remini – italsko-americká herečka

- Leia Behlau – německá rychlobruslařka
- Leia Organa – fiktivní postava ze série Star Wars

## Jiné významy
- Lea (film) – slovensko-německý psychologický film z roku 1996
- Léa Parker – francouzský krimi seriál